# Barbara Krafftówna
Barbara Krafftówna, conocida también como Barbara Krafft-Seidner, (Varsovia, 5 de diciembre de 1928 – Skolimów, 23 de enero de 2022) fue una actriz de cine polaca.

## Carrera artística
Intrervino en más de cuarenta películas y series de televisión entre 1946 y 2022. Falleció en Skolimów el 23 de enero de 2022, a los 93 años.

## Filmografía seleccionada
- Tonight a City Will Die (1961)
- How to Be Loved (1963)
- The Saragossa Manuscript (1965)
- The Codes (1966)